# 우타이타니 FC
우타이타니 FC(สโมสรฟุตบอลจังหวัดอุทัยธานี)는 우타이타니주에 연고를 둔 태국 프로 축구단으로 2019년 에어 포스 센트럴 구단주가 구단명을 변경하고 우타이타니로 이전하기로 결정함에 따라 이름이 변경되었으며 현재 타이 리그 1 소속이다.

## 선수 명단

### 현역
참고: FIFA 자격 규정에 따라 소속된 국가대표팀 국기를 표시합니다. 선수는 복수의 FIFA 비회원국 국적을 가지고 있을 수 있습니다.
| 번호 | 포지션 | 국적   | 이름            |
| ---- | ------ | ------ | --------------- |
| 11   | FW     |        | 히카르두 산투스 |
| 24   | MF     |        | 테리 안토니스   |
| 36   | MF     | 미얀마 | 아웅 투         |

| 번호 | 포지션 | 국적 | 이름 |
| ---- | ------ | ---- | ---- |